# Filialkirche Mehrn

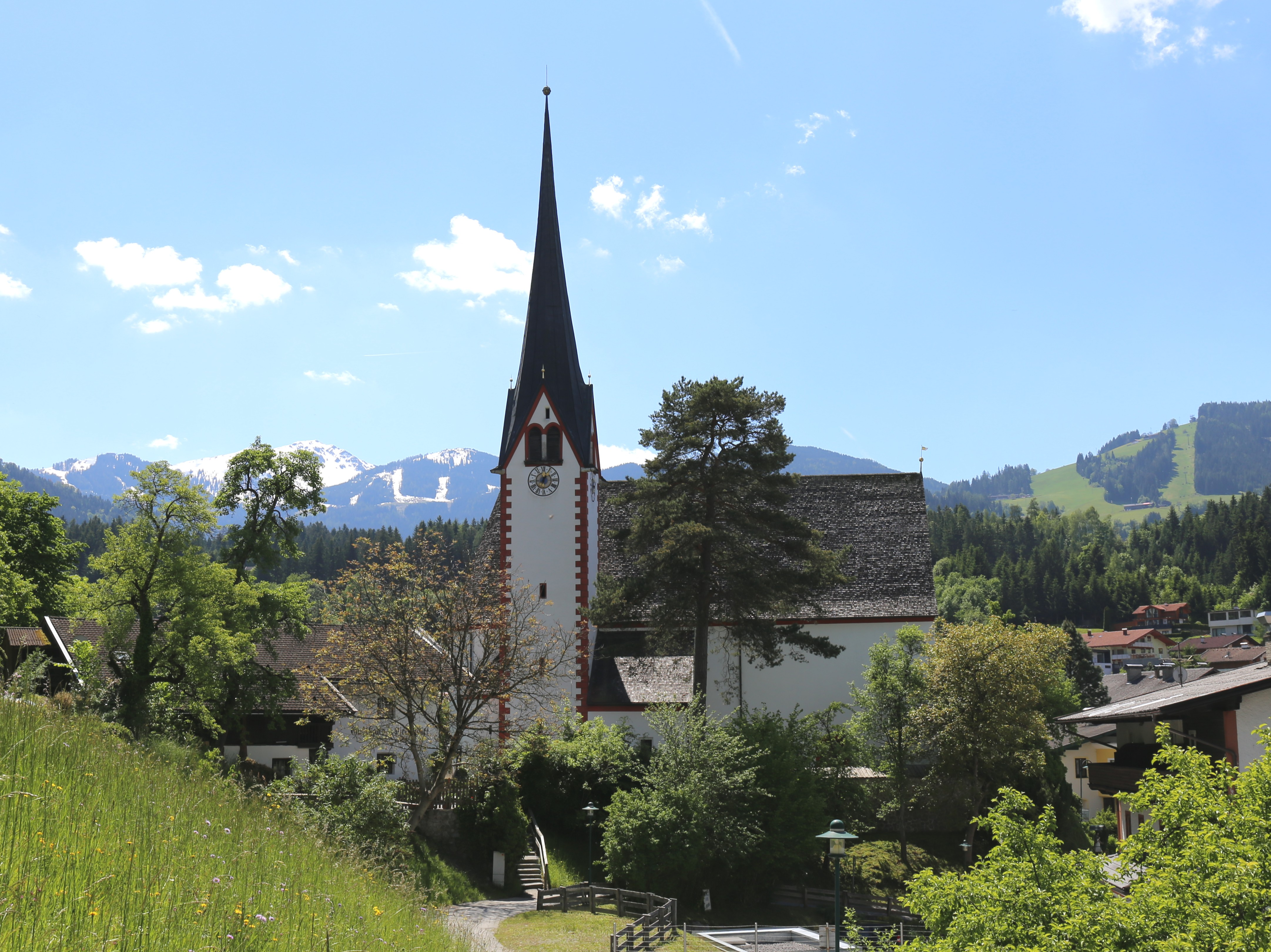
Filialkirche hl. Bartholomäus in Mehrn von Norden

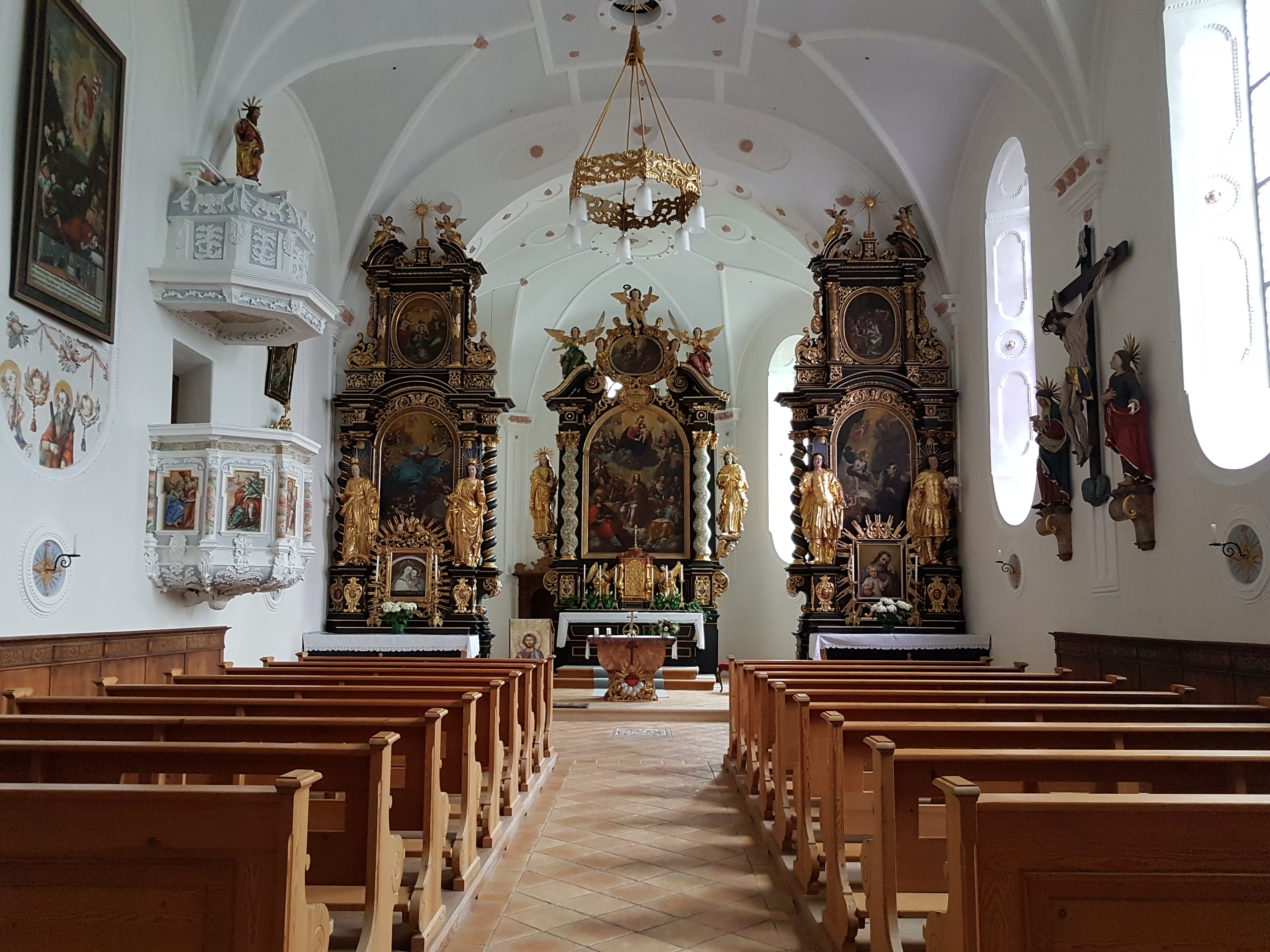
Innenraum, Blick zum Chor

Die Filialkirche Mehrn, auch Bartholomäuskirche oder Zwölfbotenkirche genannt, steht im Dorf Mehrn in der Marktgemeinde Brixlegg in Tirol. Die zu Ehren des hl. Bartholomäus geweihte römisch-katholische Filialkirche gehört zur Pfarre Brixlegg im Dekanat Reith im Alpbachtal in der Erzdiözese Salzburg. Die Kirche und der sie umgebende ehemalige Friedhof stehen unter Denkmalschutz (Listeneintrag).

## Geschichte
Die Kirche wurde 1357 erstmals erwähnt, vermutlich wurde aber schon vor der Jahrtausendwende von den Herren von Mehrn, deren Burg auf einem Felsenhügel über Brixlegg stand, eine erste Kirche erbaut. Auf diese Zeit deutet auch das Patrozinium des hl. Bartholomäus hin. 1661 veranlasste das Salzburger Konsistorium die Erweiterung der Kirche. Von der gotischen Kirche blieben der Altarraum und der Turm erhalten, das Langhaus wurde im barocken Stil neu gebaut. Am 10. Juni 1698 wurde sie neu geweiht.
Hinter dem Hochaltar soll eine Quelle entsprungen sein, die für Heilbäder in der Kirche genutzt wurde und eine lokale Wallfahrt begründete. Anfang des 19. Jahrhunderts wurde die Quelle versenkt und fließt nun unterhalb der Kirche aus dem Felsen.

## Architektur

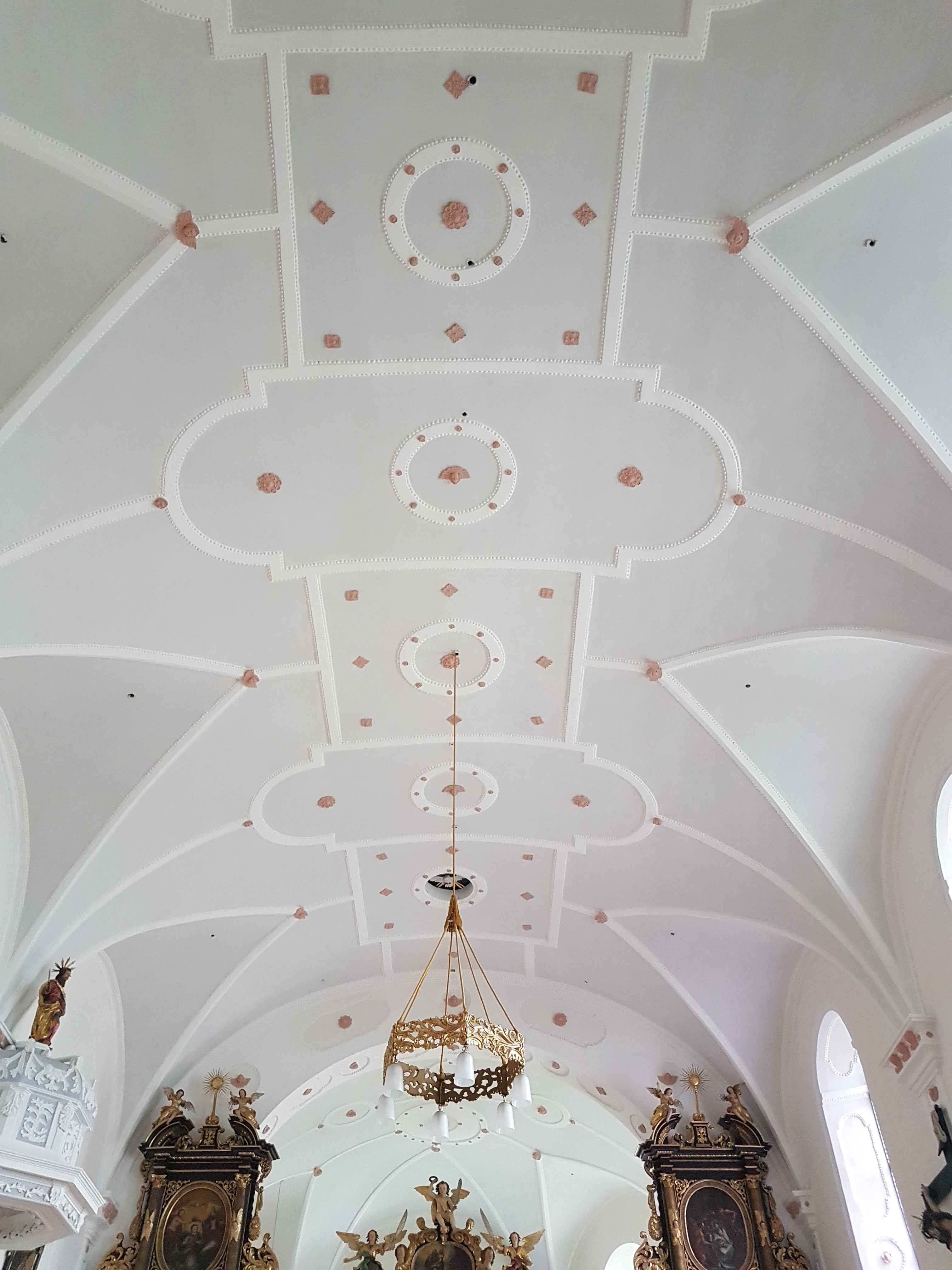
Gewölbe

Der nach Osten orientierte barocke Saalbau besteht aus einem vierjochigen Langhaus und einem gleich breiten, polygonal schließenden Chor. An der Nordseite des Chors steht der Turm, westlich schließt die Sakristei an, östlich ein Treppenhausanbau. Das Äußere ist schlicht gestaltet. Die Fenster an der Südseite sind oben und unten halbrund geschlossen, an der Westfassade befinden sich barocke Vierpassfenster. Der Turm weist gekoppelte, abgefaste Schallfenster und einen Giebelspitzhelm auf.
Das Innere weist ein Tonnengewölbe mit Stichkappen und frühbarocker Stuckgliederung auf, die aus zarten Kämpfern über Lisenen, von Perlschnüren begleiteten Gewölbegraten sowie Vierpass- und Kreisfeldern im Gewölbe besteht. Die Fenster an der Südseite und die Blendfenster an der Nordseite sind mit einer Stuckrahmung umgeben. Der Chor ist vom Langhaus durch einen eingezogenen Triumphbogen getrennt. Das Sakristeiportal mit Eisenplattentür ist noch spätgotisch. Die dreiachsige Westempore wird von gemauerten Pfeilern gestützt, darunter befindet sich ein stuckgeschmücktes Kreuzgratgewölbe. An der Emporenbrüstung befinden sich Blendfelder mit gemalten Darstellungen von Christus und den vierzehn Nothelfern.

## Ausstattung

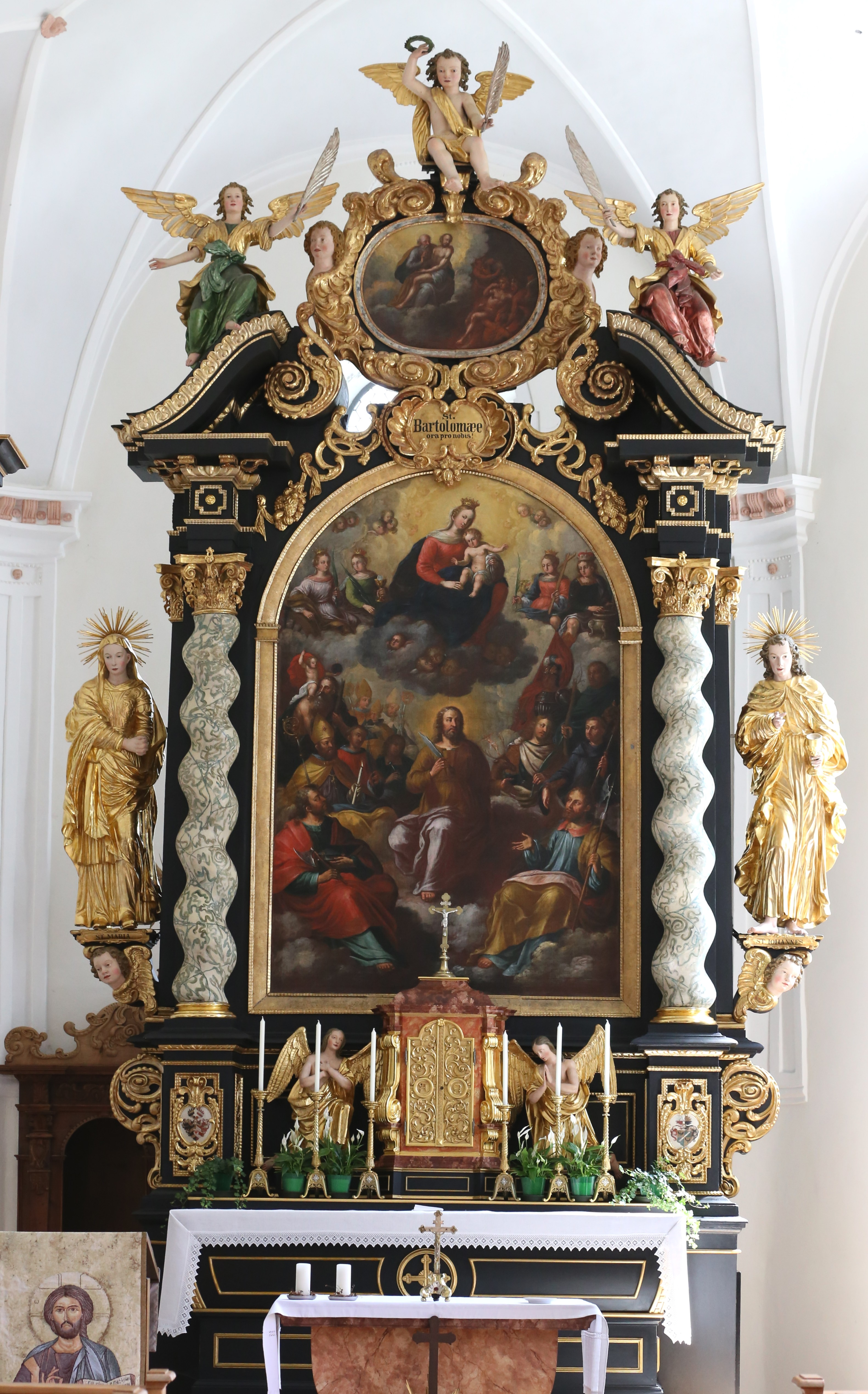
Hochaltar

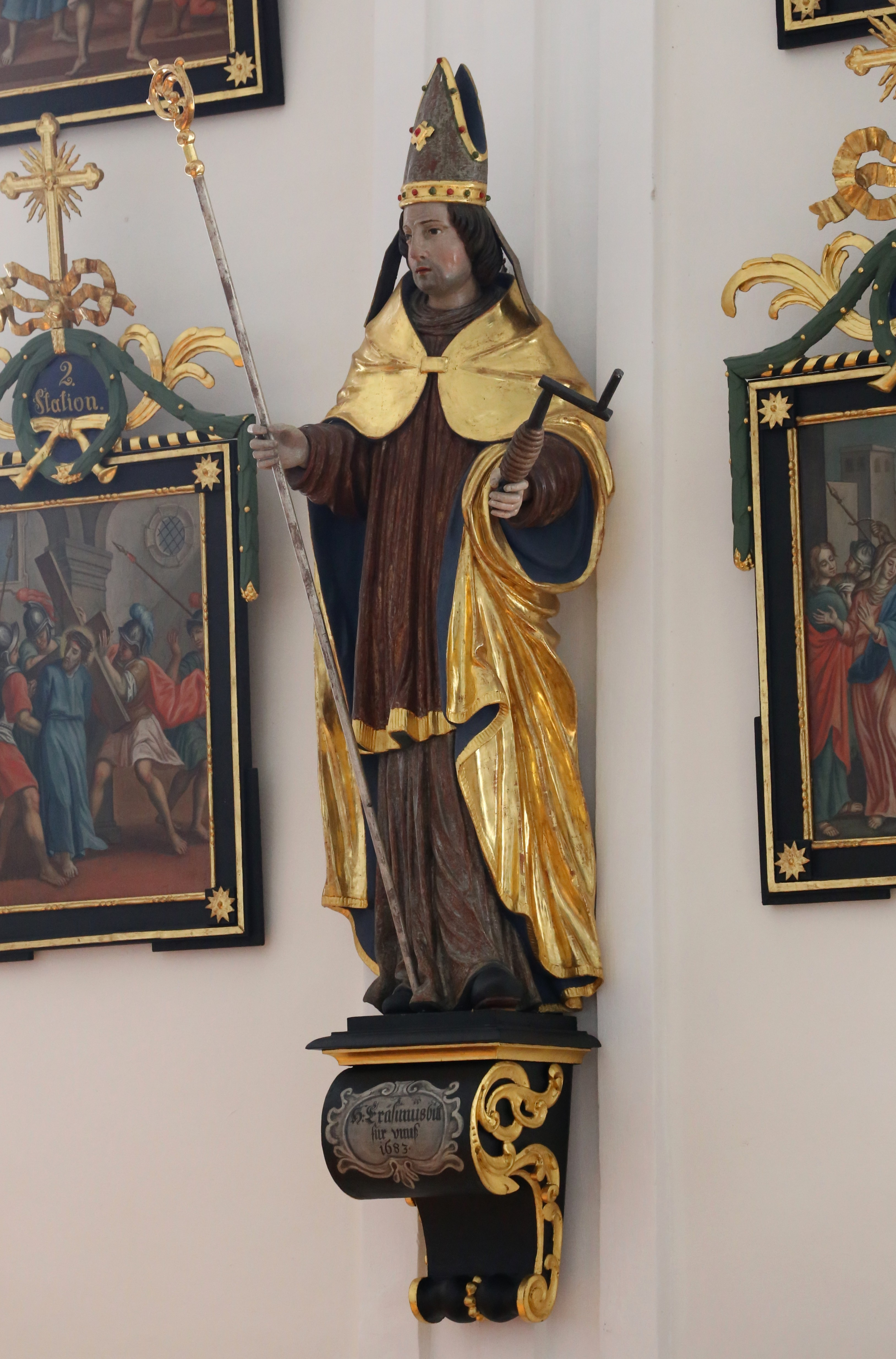
Statue des hl. Erasmus

Die Kirche weist eine einheitliche barocke Ausstattung auf. Der um 1688 entstandene Hochaltar ist das Erstlingswerk des Bildhauers Johann Michael Mayr, den er zusammen mit dem Tischler Hans Markopf schuf. Das Altarbild mit dem hl. Bartholomäus vor der Madonna mit Kind stammt von Michael Waginger. Die ebenfalls von Michael Mayr geschaffenen Seitenaltäre von 1695 sind mit Altarblättern von Kaspar Waldmann versehen. Der linke Seitenaltar zeigt das Bild Mariä Himmelfahrt und die Statuen der hll. Katharina und Barbara, der rechte Seitenaltar ein Bild des hl. Antonius von Padua und die Statuen der Wetterherren Johannes und Paulus. Das ungewöhnlich große Hinterglasbild mit Maria vom guten Rat in einem reich geschnitzten spätbarocken Rahmen am linken Seitenaltar ist vermutlich eine Oberammergauer Arbeit aus der Zeit um 1760.
Das im Knorpelstil geschnitzte Chorgestühl stammt von Hans Markopf, die Stuckkanzel von Michael Mayr. 
Die frühbarocke Kreuzigungsgruppe wurde um 1650 geschaffen, die beiden Statuen Erasmus und Martin sind 1683 datiert. Die barock nachempfundenen Figuren Sebastian und Florian schuf Meinrad Schwarzenberger 1909.